# Môle Saint-Nicolas (arrondissement)
Môle Saint-Nicolas (em crioulo, Mòl Sen Nikola), é um arrondissement do Haiti, situado no departamento do Noroeste. De acordo com o censo de 2003, Môle Saint-Nicolas tem uma população total de 169.238 habitantes.

## Comunas
O arrondissement de Môle Saint-Nicolas é composto por quatro comunas.
- Baie-de-Henne
- Bombardópolis
- Jean-Rabel
- Môle Saint-Nicolas